# Àcid màgic

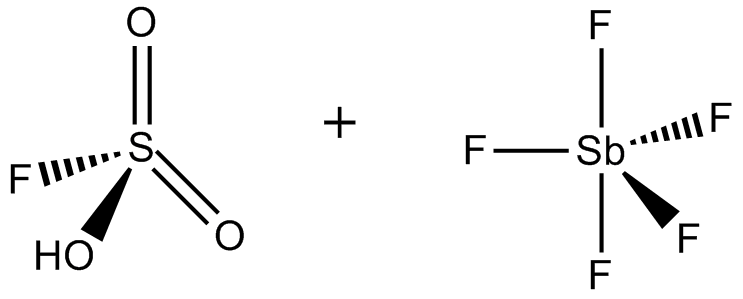
Àcid fluorosulfònic + Pentafluorur d'antimoni.

L'àcid màgic és un superàcid el qual consisteix en un enllaç coordinat amb l'àcid fluorosulfònic (Fórmula química: HSO₃F) i pentafluorur d'antimoni (Fórmula química: SbF₅).
El químic hongarés George Andrew Olah (amb el Premi Nobel de Química de l'any 1994) fou el primer en descobrir la capacitat de protonació d'hidrocarburs que posseïen els àcids màgics, propietat que va quedar clarament demostrada al moment que un associat post-doctorat del laboratori d'Olah la usà per a dissoldre una espelma.
L'àcid màgic té la capacitat d'hidrolitzar de forma explosiva en àcid sulfúric i àcid fluoroantimònic. La reacció a la qual dona lloc la mescla d'àcid màgic amb aigua és:
HSFO₃·SbF₅ + H₂O → H₂SO₄ + HSbF₆